# Маже
Маже (порт. Magé) град је у Бразилу у савезној држави Рио де Жанеиро. Према процени из 2007. у граду је живело 232.171 становника.

## Становништво
Према процени из 2007. у граду је живело 232.171 становника.
| 1991.   | 2000.   |
| ------- | ------- |
| 191,734 | 205,830 |